# Frédéric-Yves Jeannet
Frédéric-Yves Jeannet es un escritor de origen francés nacido en Grenoble el 18 de marzo de 1959 (66 años). En 1975 fue a estudiar a Inglaterra, y dos años después emigró a México. En 1987 fue naturalizado mexicano. Es profesor de literatura francesa, casado y tiene dos hijos. Ha publicado libros en francés y en castellano, entre los cuales "Pensar la muerte" y "La luz del mundo", ambos en 1996, "Cyclone" (1997), "Charité" (2000) y "Recouvrance" (Flammarion, París, 2007). En México colaboró en varios medios periodísticos : La Jornada, El Financiero, La Afición, La Revista de la Universidad, entre otros. También ha publicado libros de entrevistas con los escritores Michel Butor (1990), Annie Ernaux (2003), y Helene Cixous (2005). Vive en Cuernavaca, Morelos.

## Algunas obras
- Si loin de nulle part. 1985
- De la distance, con Michel Butor. Ed. Ubacs. 1990
- La luz del mundo. Ed. Universidad Nacional de México. 1996
- Pensar la Muerte. Ed. Verdehalago & UAM, México. 1996
- Cyclone. Ed. Le Castor Astral (1997), reed. Argol 2010
- Charité. Ed. Flammarion. 2000
- La Lumière naturelle. Ed. Galilée 2002
- L’Écriture comme un couteau. Con Annie Ernaux. Ed. Stock 2003
- Rencontre terrestre: Con Hélène Cixous. Ed. Galilée 2005
- Rencontre avec Robert Guyon. Ed. Argol, coll. Les Singuliers 2006
- Recouvrance. Ed. Flammarion. 2007
- Osselets. Ed. Argol. 2010